# Anna Muzičuk
Anna Muzičuk (ukr. Анна Музичук, Anna Muzyčuk; Lavov, 28. veljače 1990.), ukrajinska šahovska velemajstorica i trostruka svjetska prvakinja u brzopoteznom šahu. Jedna je od četiri šahistice na svijetu koja je uspjela osvojiti više od 2600 bodova na ELO poretku. U svibnju 2018. postala je najbolje rangiranom brzopoteznom šahisticom na svijetu.
Između 2004. i 2010. nastupala je za Sloveniju, pod čijom se zastavom natjecala na pet Šahovskih olimpijada. Na svojoj prvoj olimpijadi 2004., pobijedila je tadašnju svjetsku prvakinju Bugarkinju Antoanetu Stefanovu. Na svojoj prvoj olimpijadi pod ukrajinskom zastavom, održanoj 2014. u norveškom Tromsu, osvojila je ekipno brončano odličje. Na pitanja zašto se vratila Ukrajini odgovorila je da su je na to nagnali Euromajdan i ruska invazija ukrajinskog dijela Krima. Na sljedećoj olimpijadi dvije godine kasnije, osvojila je ekipno srebro i pojedinačno zlato za najbolju igru u svojoj skupini.
Svjetska prvenstva u brzopoteznom šahu osvjala je 2014. i dvaput u 2016. godini (u razmaku od dva dana). Bila je srebrna na Svjetskom prvenstvu u Teheranu sljedeće godine, na kojem je bila drugi nositelj te je u završnici izgubila od Kineskinje Tan Zhongyi u razigravanju, iako je imala bolji ELO rating. Pola godine kasnije postala je europskom brzopoteznom prvakinjom u Monte Carlu.
Izazvala je veliku buru u svketskoj šahovskoj javnosti nakon što je najavila bojkot Svjetskog prvenstva u brzopoteznom šahu koje se održavalo u Saudijskoj Arabiji, jer u toj zemlji žene zbog šerijatskog zakona nisu imale nikakva prava. Na svom javnom računu na Facebooku napisala je kako je svjesna da će time izgubiti dva naslova svjetske prvakinje, ali istaknuvši kako "ne želi igrati po tuđim pravilima" te kako se "ne želi osjećati drugotnim stvorenjem". Objavu je oznakom "sviđa mi se" podržalo gotovo 135.000 korisnika te društvene mreže.
Potječe iz šahovske obitelji - roditelji su je, kao šahovski treneri, šahu počeli podučavati već u drugoj godini života. Prvi turnir odigrala je s pet godina te iste godine bila doprvakinjom Lavova za djevojčice do deset godina starosti. Njezina mlađa sestra Marija postala je svjetskom prvakinjom 2015. godine te je također u samom svjetskom vrhu.